# Domstürmer

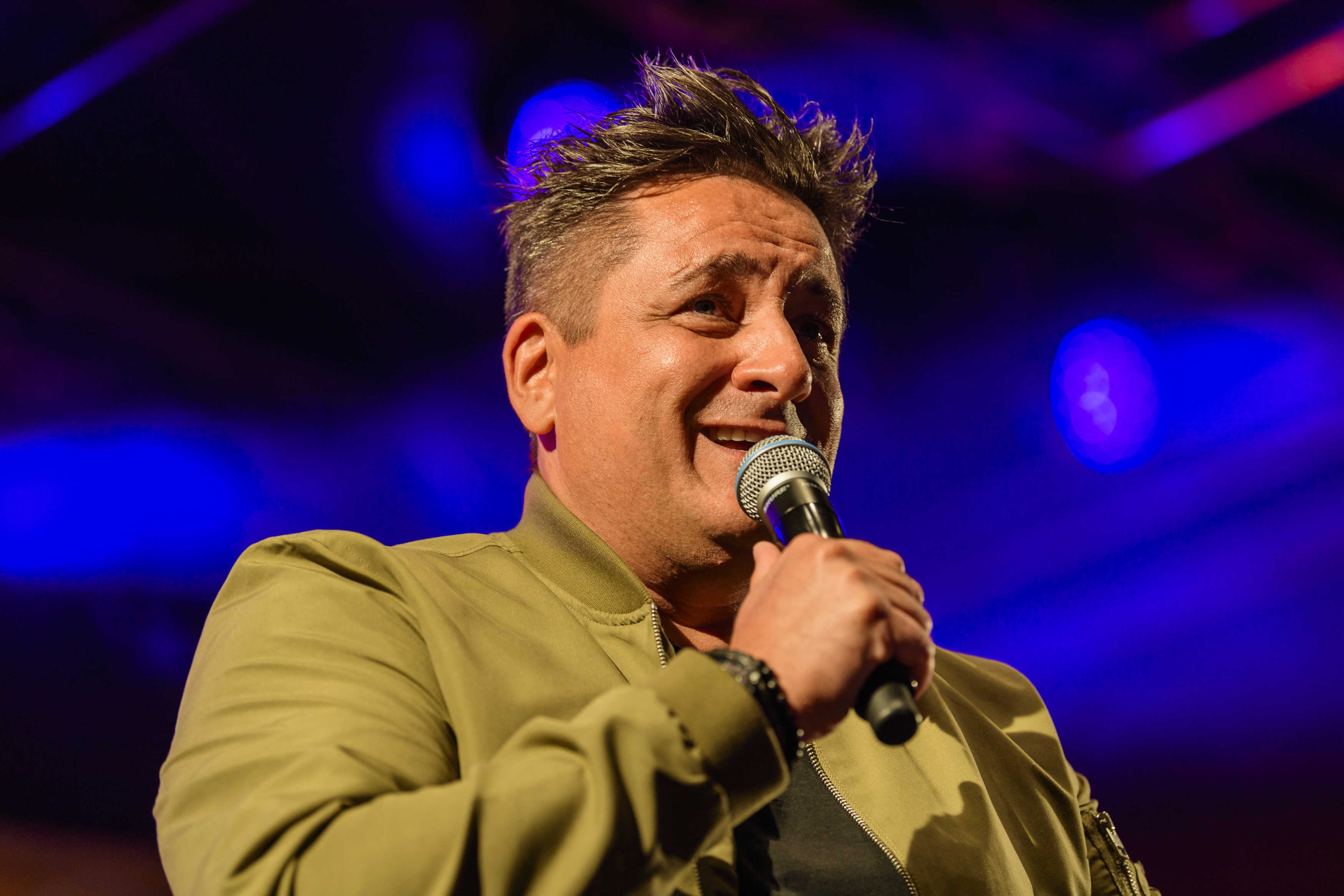
Frontmann Micky Nauber, 2023

Domstürmer ist eine Kölner Mundart-Band. Zu ihren bekanntesten Liedern gehören Meine Liebe, meine Stadt, mein Verein, Hollywood und Ohne Dom, ohne Rhing, ohne Sunnesching.

## Geschichte
Die Band wurde 2006 in Köln gegründet und besteht aus den Musikern Micky Nauber (Gesang), Rainer Höfer (Keyboard), Jürgen „Geppie“ Gebhart (Gitarre), Marius Gaida (Saiteninstrumente) und Heleno Castro (Bass).
Geppie Gebhart und Marius Gaida gehören seit April 2022 zur Besetzung. Marius Gaida hatte die Band seit 2019 als Gastmusiker begleitet.
Geppie Gebhart folgte auf Stevie Gable (Ex-Mitglied der Band Wanderer), der seit dem Jahreswechsel 2013/2014 bis März 2022 Gitarrist bei der Band nach Gründungsmitglied Marcus Maletz war. Heleno Castro ist seit 2023 nach Alexander Klaus Bassist der Band. Vor Klaus spielte Hanz Thodam den Bass (Ex-Mitglied der Gruppen Hanak und Blootsbröder, seit Januar 2019 Mitglied der Gruppe Bläck Fööss), der zum 1. September 2014 Gründungsmitglied Piddy Kiel am Bass abgelöst hatte. Rainer Höfer (vormals Mitglied bei Die Kalauer) wurde im Juli 2016 Nachfolger des Keyboarders und Gründungsmitglieds Stephan Christ.
Von 2008 bis 2018 fanden bis zu dreimal jährlich Konzerte der Domstürmer in einer fahrenden Straßenbahn der Kölner Verkehrs-Betriebe statt. Im Oktober 2011 wurde das erste Album Mach Dein Ding veröffentlicht. Die Veröffentlichung des zweiten Studioalbums Stadt Land Fluß folgte im Januar 2014, aus dem zuvor in der laufenden Karnevalssession der Titel Naturbeklopp als Single erschienen war.
Im Mai 2014 folgte mit dem Song Minge Wääch eine zweite Singleauskopplung. Zeitgleich erschien das Musikvideo zum Song, in dem Sportler mit Behinderung mitwirken, darunter Spieler des Bundesliga Rollstuhlbasketballvereins RBC Köln 99ers, der Leichtathlet und Juniorenweltmeister Philipp Waßenberg sowie der Schwimmer und Juniorenweltmeister Bastian Fontayne. Das Musikvideo feierte im Deutschen Sport & Olympia Museum in Köln Premiere.
Im November 2015 wurde das dritte Album Wellkumme em Klub veröffentlicht. Für das Musikprojekt Kölsche Heimat - Ahle Schätzje neu lackeet spielten die Domstürmer 2015 eine neue Version des Colonia-Duett-Klassikers De Fleesch ein und steuerten für die 2018 erschienene Ausgabe Kölsche Heimat - Met Sang un Klang, de Fisch wääde bang den Song Huhwasser bei.
Im Dezember 2018 wurde das erste Live-Album der Domstürmer Altes Pfandhaus Live veröffentlicht. Es ist der Live-Mitschnitt eines Konzertabends einer insgesamt dreitägigen Konzertreihe der Band mit Gastmusikern im Dezember 2016 im Alten Pfandhaus in Köln. Die Aufnahmen wurden auf dem ehemaligen Mischpult von Ozzy Osbourne gemischt. Im November 2019 erschien die EP Alles Doof mit insgesamt fünf Stücken, darunter die gleichnamige Single sowie die Titel Övverdosis Jlöck, Ich danz för dich (Jo Jo Dat), Diese Zeit und E Deil vun dir.
Letzterer ist seit 2020 Eröffnungstitel der Lachenden Kölnarena und entstand anlässlich des 55-jährigen Jubiläums dieser Großveranstaltungsreihe, die während der Karnevalssessions an mehreren Terminen in der Kölner Lanxess Arena stattfindet. 2016 wurde ein eigener Publikumspreis der Veranstaltungsreihe ins Leben gerufen, den die Domstürmer als erste Preisträger für ihre Präsenz mit dem Sessions-Hit Ohne Dom, ohne Rhing, ohne Sunnesching erhielten.

## Diskografie

### Alben
- 2011: Mach dein Ding (EMI)
- 2014: Stadt Land Fluss (EMI)
- 2015: Wellkumme em Klub (Universal Music)
- 2018: Altes Pfandhaus Live (Kuenstlerland Records)
- 2019: Alles Doof (EP, Kuenstlerland Records / Xtreme Sound)

### Singles
- 2007: Imma wieda / Bei Dir / Rheinische Lieder (Carlton)
- 2008: Loss m’r levve / Oberaffengeil / Nemm mich doch ens en d'r Ärm / Hück es de Naach / Tulpen aus Amsterdam (EMI)
- 2009: Hück Naach (dat ess för immer) / Wir geben alles /  Mir han noch immer Luss (EMI)
- 2010: Happy Weekend / Wer soll das bezahlen / Wir rocken durch das Zillertal (EMI)
- 2011: Mach dein Ding (EMI)
- 2012: Meine Liebe, meine Stadt, mein Verein / Strooße en Kölle / Hallo Hallo / Op Jöck (EMI)
- 2013: Naturbeklopp (EMI)
- 2014: Hollywood / Op de jode ahle Zigg / Minge Wääch (Universal Music)
- 2015: Ohne Dom, ohne Rhing, ohne Sunnesching (Universal Music)
- 2016: He jeiht et av / Janz schön Kölle (Universal Music)
- 2017: Mir sin jekumme (Nauber Sound Musikproduktion und Verlag)
- 2018: Alles em Fluss / Jeckyll un Hyde (Kuenstlerland Records)
- 2019: Alles Doof / Ich danz för dich (Jo Jo Dat) / Övverdosis Jlöck / E Deil vun dir / Diese Zeit (Kuenstlerland Records / Xtreme Sound)
- 2020: Nur Zesamme / Liebe em Spill (Kuenstlerland Records)
- 2021: Jung vun Nevvenaan / Wann häs du (Kuenstlerland Records)
- 2022: Zo Hus (Kuenstlerland Records / M steht für Musik / Warner Music Germany)
- 2023: Sexy Bauch (Kuenstlerland Records / M steht für Musik / Warner Music Germany)
- 2023: Mir sin all do (Kuenstlerland Records)
- 2024: Mir zwei (Domstürmer & Nadine Weyer, Kuenstlerland Records)
- 2024: Et es wie et es (Kuenstlerland Records)
- 2024: Fastelovend (Kuenstlerland Records)
- 2024: Wunsch ist Wunsch (Kuenstlerland Records)
- 2024: Heimatstadt (Kuenstlerland Records)